# Tessy Antony
Tessy Antony de Nassau (nacida Tessy Antony; anteriormente la princesa Tessy de Luxemburgo; Ciudad de Luxemburgo, 28 de octubre de 1985) fue la esposa del príncipe Luis de Luxemburgo.

## Biografía
Es hija François Antony, alicatador, y de su esposa, Régine Anne Heidemann. Tiene tres hermanos y una hermana: Mike (nacido en 1978) y el gemelo de este, Jerry (nacido en 1978; fallecido), Patty (nacida en 1981) y Ronny, su hermano gemelo. Después de ser alumna en una escuela secundaria técnica en Pétange (al sur de Luxemburgo), se unió con su hermano gemelo Ronny Antony al Ejército de Luxemburgo a la edad de 18 años, y llegó a alcanzar el rango de suboficial del cuerpo Permis Drivers B. De marzo a julio de 2004 participó en una misión en Yugoslavia, como Sdt chófer C2 1cl, en Mitrovica dentro de la KFOR, la fuerza de paz de la OTAN en Kosovo.
En 2014 logró su graduación en Relaciones Internacionales por la Universidad Internacional Americana Richmond.
Actualmente reside en Londres con sus dos hijos, y es embajadora del Programa Conjunto de las Naciones Unidas sobre el VIH/sida (ONUSIDA).
También estudió en una escuela de música en Differdange y toca el saxofón alto.
Tiene un doctorado en Medicina integrativa y está estudiando el doctorado en Filosofía en la Universidad de Quantum.
Recibió un doctorado honorífico del Paris College of Art (PCA) en la disciplina de Bellas Artes en 2019. 
Ese mismo año, también recibió el Premio Líder del Año de la Academia de Liderazgo de Luxemburgo.

## Matrimonio y descendencia

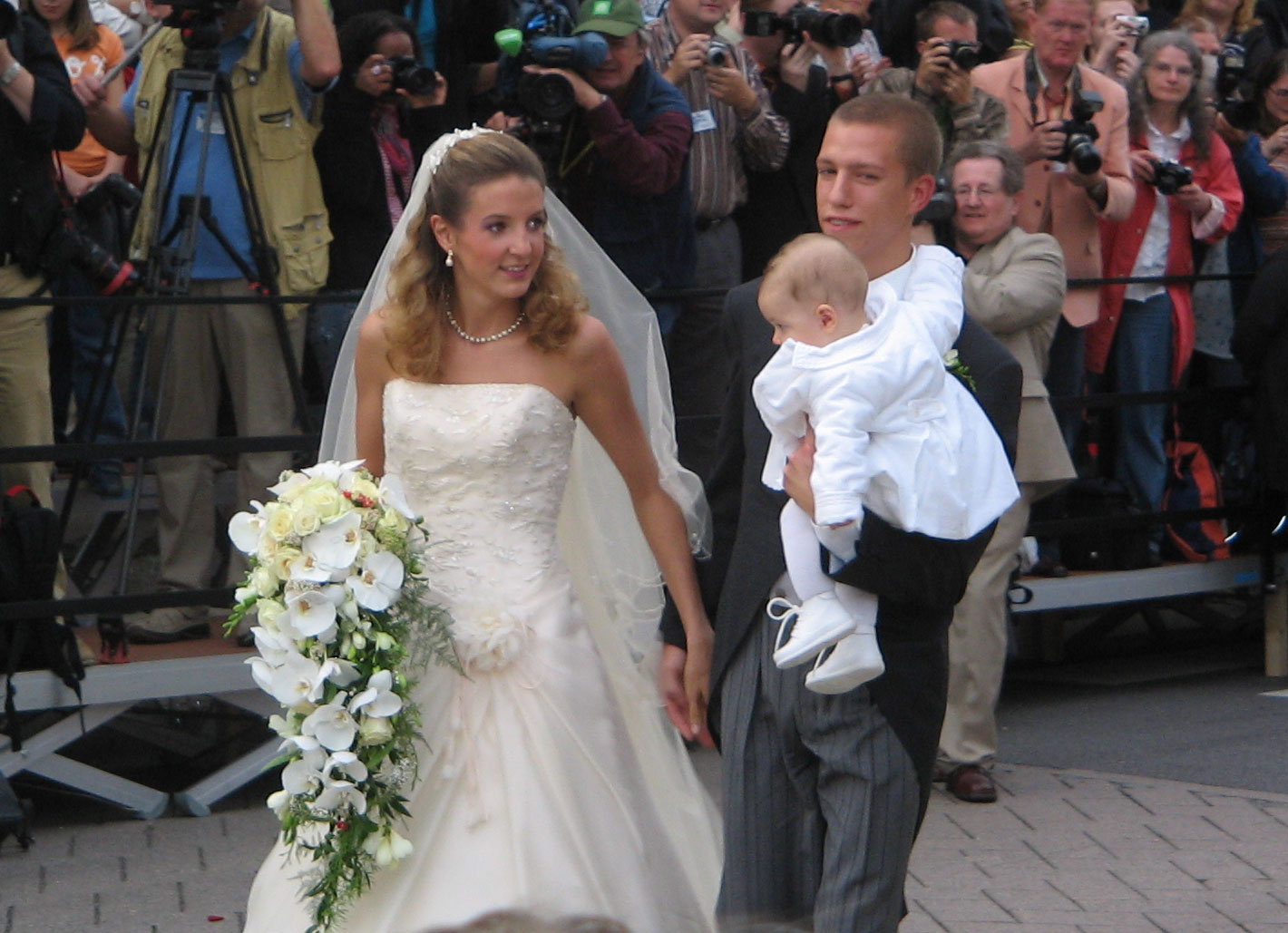
El príncipe Luis, Tessy Antony y su hijo Gabriel después de su boda en Gilsdorf.

### Primer matrimonio
Tessy conoció al príncipe Luis, mientras ella estaba en una misión en Yugoslavia y el príncipe visitaba a las tropas. Se casaron el 29 de septiembre de 2006 en la iglesia parroquial en Gilsdorf. Tras su matrimonio, el príncipe renunció a sus derechos de sucesión y los de su hijo Gabriel, y los de cualquiera de los futuros hijos de la pareja, aunque el príncipe Luis retuvo su título de príncipe de Luxemburgo y el tratamiento de Alteza Real, mientras que a su esposa y primer hijo inicialmente se les dio solo el apellido de Nassau (sin títulos). Posteriormente, un decreto expedido el día de la fiesta nacional de Luxemburgo en 2009 le concedió el título de princesa de Luxemburgo y princesa de Borbón-Parma, así como los títulos de príncipes de Nassau a sus hijos y a los que tuviere posteriormente con el príncipe Luis.
El príncipe Luis y la princesa Tessy anunciaron su divorcio a principios de 2017. La demanda fue introducida por la princesa Tessy aduciendo a un "comportamiento no razonable" del príncipe. El divorcio fue pronunciado el 4 de abril de 2019, Tessy dejaría entonces de ser princesa y pasaría a llamarse simplemente "la señora Tessy Antony-de Nassau", según un comunicado de la Casa gran ducal luxemburguesa.
Sin embargo, su título se encontró en transición hasta el 1 de septiembre del mismo año, por lo que pudo utilizarlo hasta entonces.
La princesa Tessy y el príncipe Luis tienen dos hijos en común. Además, el matrimonio sufrió un aborto espontáneo del que habría sido su tercer hijo, una niña.

#### Príncipe Gabriel
El 12 de marzo de 2006, Tessy dio a luz a un niño, bautizado como Gabriel Miguel Luis Ronny de Nassau, que nació en una clínica privada de Suiza, llamada clínica des Grangettes, en Ginebra. El bebé fue el primer nieto para el Gran Duque Enrique y la Gran Duquesa María Teresa. Los padrinos del bebé fueron su tía paterna, la princesa Alejandra de Luxemburgo y su tío materno, Ronny Antony.
Gabriel recibió su primera comunión en la iglesia de San Miguel de Luxemburgo el día 24 de mayo de 2014.

#### Príncipe Noé
El segundo hijo de la pareja, Noé Esteban Guillermo Gabriel Matías Javier de Nassau, nació el 21 de septiembre de 2007. El bebé fue bautizado en la misma iglesia parroquial en Gilsdorf donde sus padres se casaron y su hermano mayor fue bautizado. Sus padrinos fueron su tío paterno, el Gran Duque Heredero Guillermo y su tía materna, Patty Antony.
El Día Nacional de Luxemburgo, 23 de junio de 2009, el Gran Duque Enrique publicó un decreto concediendo a Tessy el título de Princesa de Luxemburgo, con el tratamiento de alteza real. La misma proclamación dio el título de Príncipe de Nassau y el tratamiento de Alteza Real a sus hijos Gabriel y Noé y los posibles hijos futuros.

### Segundo matrimonio
El 31 de diciembre de 2020 hizo público por medio de las redes sociales su compromiso con el hombre de negocios suizo, Frank Floessel. Floessel trabaja con Tessy de Luxemburgo en la organización Profesores sin fronteras que ella misma cofundó. Además de formar parte del consejo de administración de la fundación benéfica, con sede en Londres, donde residen.
La pareja anunció el 24 de febrero de 2021 que estaban esperando su primer hijo en común; el tercero de Antony y el segundo de Floessel, quien es padre de una hija, Julia.
Contrajeron matrimonio civil el 23 de julio de 2021 en Zúrich. Su hijo, Theodor Frank Floessel, nació el 26 de agosto de 2021 en la Clínica Hirslanden de Zúrich. El pequeño fue bautizado el 30 de octubre de 2021 en el Cuartel Gran Duque Juan, en Diekirch.

## Títulos y tratamientos
| ● 28 de octubre de 1985-29 de septiembre de 2006: | Señorita Tessy Antony                                                    |
| ● 29 de septiembre de 2006-23 de junio de 2009:   | Señora Tessy de Nassau                                                   |
| ● 23 de junio de 2009-4 de abril de 2019:         | Su alteza real la princesa Tessy de Luxemburgo, princesa de Borbón-Parma |
| ● 4 de abril de 2019-presente:                    | Señora Tessy Antony De Nassau                                            |

## Distinciones honoríficas
Nacionales
- Dama Gran Cruz de la Orden de Adolfo de Nassau (2012).[1]

Extranjeras
- Dama de la Orden de Lafayette (Ginebra, 21/09/2019).[11][12]
- Dama Gran Cruz de la Real Orden del Tambor (Casa Real de Ruanda, 23/10/2019).[13]